# Riccardo Francovich

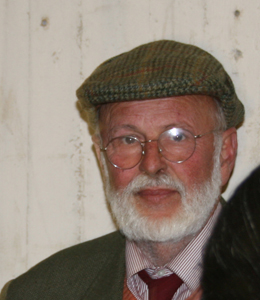
Riccardo Francovich

Riccardo Francovich (* 10. Juni 1946 in Florenz; † 30. März 2007) war ein italienischer Mittelalterarchäologe. Er war Professor für Archäologie des Mittelalters an der Universität Florenz und seit 1986 an der Universität Siena.
Francovich war Begründer und Herausgeber der Zeitschrift „Archeologia medievale“. Er zählt zu den europäischen Pionieren der Archäologie des Mittelalters.

## Publikationen
- Riccardo Francovich, Daniele Manacorda: Dizionario di Archeologia. 4. Auflage. Editori Laterza, 2004, ISBN 88-420-5909-9.
- Roberto Farinelli, Riccardo Francovich (Hrsg.): Guida alla Maremma medievale. Itinerari di archeologia nella provincia di Grosseto. Nuova Immagine Editrice, Siena 2000, ISBN 88-7145-170-8.